# Genocidio congoleño (1998-2004)
Los distintos conflictos que se han desarrollado en la República Democrática del Congo han sido la causa de la muerte de unos cuatro millones de personas entre 1998 y 2004, según estimaciones de la organización no gubernamental International Rescue Committee (IRC) (enero de 2006) durante la primera guerra del Congo (finales de 1996-1997), la segunda guerra del Congo (1998-2002) y el gobierno de transición (2003-2006).

## Historia

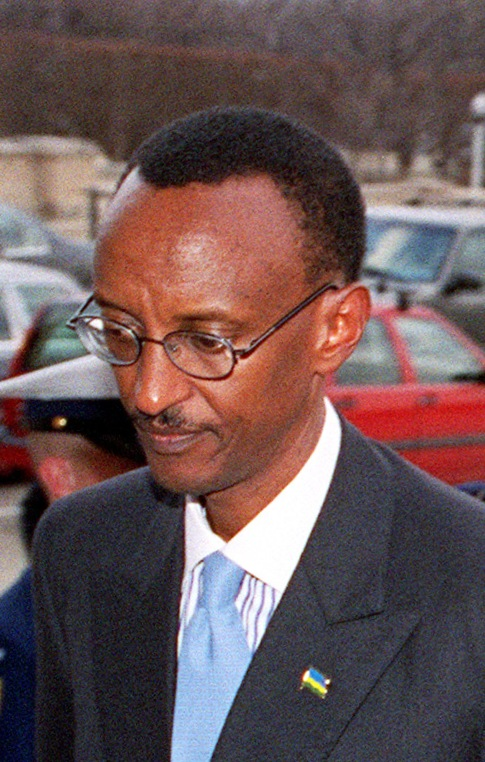
Paul Kagame.

Hubo ya un genocidio en el Congo durante la colonización belga causado por el afán de enriquecerse a toda costa del rey Leopoldo II, que explotaba, en condiciones infrahumanas, a los nativos en plantaciones de caucho, minas y otros negocios, genocidio que fue denunciado entre otros por el periodista Edmund Dene Morel, el diplomático Roger Casement y el escritor Joseph Conrad y que causó unos diez millones de muertos, el cuarenta por ciento de su población, dejando además muchas personas mutiladas.

### Consecuencias en el Congo-Zaire del genocidioruandésde 1994
Más allá de las dramáticas consecuencias internas del genocidio de Ruanda de 1994 en las zonas fronterizas, cientos de miles de refugiados, en su mayoría hutus, huyeron en el plazo de unas semanas en dirección al Zaire. Las autoridades zairotas trataron, no sin esfuerzo, de desarmarlos una vez hubieron cruzado la frontera. Estos fugitivos se reagruparon en campos de refugiados al este del Congo. 

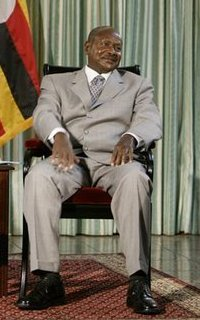
Yoweri Museveni.

La conjunción de circunstancias diversas llevó a las tropas del general Paul Kagame a bombardear estos campos de refugiados y a crear, en colaboración con el gobierno del presidente de Uganda, Yoweri Museveni, la Alianza de las Fuerzas Democráticas para la Liberación del Congo (AFDL), a cuya cabeza se situó Laurent-Désiré Kabila, para atacar al gobierno de Zaire. Entre estas circunstancias hay que señalar:
- El genocidio ruandés de 1994 que produjo flujos migratorios que desestabilizaron el equilibrio geopolítico del este del Congo.
- El abandono sufrido por el presidente Mobutu por parte de la Comunidad Internacional y la Central Intelligence Agency (CIA) que siguió al derrumbamiento del bloque comunista así como la falta de apoyo al Zaire a la hora de afrontar las necesidades humanitarias generadas por los flujos migratorios.
- La política de inversión extranjera, calificada en ocasiones de mercantilismo empresarial, de las multinacionales que explotaban las materias primas (oro, diamantes, maderas preciosas, cobre...) aplicada en África central a partir de los años 1990.
- Los abusos del régimen del presidente Mobutu Sese Seko y la corrupción de las Fuerzas Armadas Zaireñas...

La primera guerra panafricana había empezado. El genocidio de las poblaciones se extenderá a la primera guerra del Congo, a la segunda y al gobierno de transición.

### Primera guerra del Congo-Zaire (final de 1996 a 1997)
Teniendo en cuenta la crueldad de los combates y el elevado precio pagado por parte de la población civil congoleña, la Organización de las Naciones Unidas autorizó durante la Primera Guerra del Congo por medio de la Resolución 1279 del 30 de noviembre de 1999 la creación de la MONUC - Misión de la Organización de las Naciones Unidas en la República Democrática del Congo encargada de proteger a la población civil congoleña.

### Segunda guerra del Congo-Zaire (1998-2003)
Durante la segunda guerra del Congo, la Organización de las Naciones Unidas autoriza por medio de la Resolución 1484 de 30 de mayo de 2003 el despliegue de tropas de la Unión Europea Occidental (UEO) durante tres meses en el este del Congo (operación Artémis) y especialmente en Ituri para terminar con las violaciones, matanzas, crímenes de guerra y con el genocidio de la población congoleña perpetrados en los combates que enfrentaban a las Milicias de las Fuerzas Democráticas de Liberación de Ruanda (FDLR), de Interahamwe, de la Unión de Patriotas Congoleños (UPC), del Frente de Nacionalistas Integracionistas (FNI), de los jefes de guerra rebeldes Nkundabatware y Mutebesi del Reagrupamiento Congoleño para la Democracia (RCD) así como con los ejércitos extranjeros de Ruanda y Uganda que operaban en territorio congoleño.

### Gobierno de transición (2003-2006)
Al estar compuesto el Gobierno de transición por jefes militares de las milicias responsables de la segunda guerra del Congo, fracasó en la consecución de sus principales objetivos: 
- La pacificación del país: el gobierno fracasa a la hora de neutralizar las milicias de la Unión de Patriotas Congoleños, de las Fuerzas Democráticas de Liberación de Ruanda (FDLR) y de Interahamwe al este de la República Democrática del Congo.
- La unificación del ejército nacional: el gobierno fracasa al tratar de integrar al ejército nacional y se niega a integrar a las antiguas fuerzas armadas del Zaire.
- La integración de las milicias del MLC y del RCD en el ejército nacional: todas las facciones participantes en la segunda guerra del Congo siguen manteniendo sus respectivas milicias y se niegan a integrarlas en el ejército nacional.
- La organización de elecciones antes del 30 de junio de 2006: estas elecciones no fueron posibles antes de esa fecha.

En consecuencia, la MONUC necesita obtener al cabo del tiempo varias dotaciones suplementarias de efectivos, para convertirse en la misión de la ONU más importante, para poder enfrentarse a la degradación de la situación de seguridad de la población. La misión de la MONUC se hace cada vez más complicada a causa de los distintos escándalos en los que se ve envuelta (corrupción, mercado negro, escándalos sexuales...). Se tendrá que ver apoyada a partir del mes de mayo de 2006 en Kinshasa por tropas de la Unión Europea Occidental (UEO) para asegurar el proceso electoral.
El primer traslado de un criminal de guerra de Kinshasa a La Haya, Thomas Lubanga (jefe de la milicia Unión de Patriotas Congoleños), para comparecer ante la Corte Penal Internacional (CPI) tiene lugar a mediados de 2006.

## Contexto político
La República Democrática del Congo (RDC) es un país en guerra. Más allá de los múltiples acuerdos de paz y otros tratados o protocolos, llevados entre las partes en conflicto, la seguridad internacional al Este del país y en la región de los Grandes lagos, sigue viéndose amenazada. 
Esta situación es la consecuencia del encadenamiento de varios factores originadas en la época colonial. Tras la caída del muro de Berlín y el final de la Guerra Fría en 1989, el debilitamiento del Zaire de Mobutu, socavado por la corrupción y por las diferencias políticas, creó en el centro de África una situación que permitió liberar los odios y rencillas que estaban larvados y que tenían origen en los antagonismos étnicos de Ruanda y Burundi. Estos antagonismos a su vez nacían de la distinción identitaria entre los Hutu y los Tutsi, fomentada por una Bélgica colonial, que entonces se encargaba, por razones meramente administrativas, de la gestión de dichos territorios. 
En ese marco, el Genocidio de Ruanda se presenta como el primer acto de una dinámica de desestabilización de África Central, planificada para concluir en una reconfiguración del trazado de la fronteras hecho por la Conferencia de Berlín de 1885.
Esta iniciativa desestabilizadora, iniciada por los grupos de presión tutsis (minoritarios en Ruanda) organizados en el seno del Frente Patriótico Ruandés (FPR), apoyados y equipados por la administración Clinton y el aparato militar estadounidense, persigue un doble objetivo: imponer el liderazgo político tutsi en África Central, y ampliar las fronteras de Ruanda a los territorios del Kivu del Sur y Kivu del Norte, para desenclavar un territorio demasiado exiguo, bajo una enorme presión demográfica, y acceder a ricos recursos naturales, de los que Ruanda estaba desprovista.
Sin embargo, la puesta en marcha de ese programa en la República Democrática del Congo tenía un precio: debilitar por todos los medios posibles a la población congoleña, en su mayoría Bantú, para impedir que reaccionara y tratar de romper cualquier idea de unidad nacional, luego se procedería a reequilibrar demográficamente la región de Kivu, mediante un desplazamiento masivo de población ruandesa y aplicando una política de limpieza étnica sobre gran parte de la población congoleña, y a asegurar la financiación de la reconstrucción del nuevo estado ruandés improductivo en materias primas y recursos naturales.
Precisamente en este contexto hay que situar el genocidio congoleño que se desarrolla a partir de 1996, a lo largo de la primera y segunda Guerras del Congo, calificadas de "alta intensidad", y a lo largo de períodos de inestabilidad e inseguridad que se desarrollan en la República Democrática del Congo en la llamada guerra de "baja intensidad", por parte de las autoridades ruandesas y de sus cómplices congoleños y occidentales, sobre las poblaciones identificadas como de nacionalidad congoleña.

## Genocidio congoleño
El derecho francés califica de genocidio los actos cometidos con intención de destruir en todo o en parte como tal a un grupo nacional, étnico, racial o religioso. Otros estudiosos añaden que más allá de las masacres destinadas al exterminio de una nación, se trata de un plan coordinado de diversas acciones tendentes a destruir los cimientos de la vida de los grupos nacionales con el objetivo de destruir a esos propios grupos.

### Asesinatos de miembros del grupo
"Desde la Segunda Guerra Mundial, ningún conflicto ha ocasionado tantas víctimas, pero después de siete años, la ignorancia universal que rodea la escalada y las consecuencias del conflicto es absoluta, y el compromiso internacional muy por debajo de las necesidades humanitarias" según Richard Brennan del International Rescue Committee" (IRC), informe IRC de enero de 2006.
Según ese mismo informe, y el de Human Rights Watch (HRW, informe anual 2005), el número de civiles congoleños muertos directa o indirectamente, en el marco del conflicto desde 1996 hasta 2005 hay que situarlo en unos 4.000.000. Sin embargo esta cifra, corroborada por diversos informes de la ONU, no tiene en cuenta a la población desplazada por las guerras, víctimas de la hambruna generalizada, de todo tipo de enfermedades y de abusos por parte de las autoridades congoleñas, de las fuerzas extranjeras de ocupación y de las varias milicias en conflicto.  
El IRC desarrolló tres estudios acerca de la mortalidad en la República Democrática del Congo entre 1998 y 2002. El resultado es que el conflicto del Congo es el que más muertes ha causado desde la Segunda Guerra Mundial, y que el número de víctimas es bastante mayor que el de crisis y conflictos recientes que han ocasionado grandes matanzas de población civil en Bosnia-Herzegovina (unas 250.000 víctimas), en Ruanda (alrededor de 800.000 muertos entre Tutsis y Hutus), en Kosovo (unas 12.000 víctimas), y en Darfur (Sudán, alrededor de 70.000 muertos).
El cuarto estudio publicado en enero de 2006 se desarrolló en todo el país, entre abril y julio de 2004 (aunque hubo de interrumpirse durante tres semanas debido a un levantamiento militar en Bukavu por parte de elementos militares congoleños dirigidos por los generales Nkundabatware y Mutebesi, surgidos del Reagrupamiento Congoleño para la Democracia (RCD), y apoyado por Ruanda). En esa ocasión se interrogó a 19.500 parejas.
Los resultados son desoladores. Según el IRC, el coste de la guerra en vidas humanas alcanza los 3,9 millones de personas, sólo entre 1998 y 2004. La mortalidad en el Congo es un 40% mayor que la media del África subsahariana. Cada mes mueren 38.000 personas más que antes de la guerra, totalizando 607.000. La mortalidad es también mucho mayor en las provincias inestables del Este del Congo (Kivu, Ituri, Maniema, Provincia Oriental) que en el resto del país.
El IRC considera razonable esta estimación. Si se aplican las debidas correcciones, el número de muertos se eleva desde un mínimo de 3,5 millones hasta un máximo 4,4 millones. Esta oscilación se debe a la imposibilidad de investigar la muerte de 5 millones de congoleños en zonas inseguras.

### Condiciones que desembocan en la destrucción del grupo
El IRC considera que la mortalidad creciente en el Congo es "particularmente alarmante"; indica que "los esfuerzos nacionales e internacionales para reaccionar ante la crisis están lejos de ser los adecuados".
Más allá de las causas naturales, según el Instituto, el 2% de las muertes entre la población son consecuencia directa de los actos violentos de esta guerra: combates, matanzas, limpieza étnica, canibalismo...
Y por su parte, otro 50% de las muertes, tanto en el este como en el oeste son consecuencia de la guerra: efectos de la desnutrición y de las pandemias. Según el IRC, la mayor parte de las muertes está relacionada con "enfermedades fáciles de prevenir y de sanar: fiebre, malaria, diarreas, afecciones respiratorias... El rebrote de algunas enfermedades que ya habían sido erradicadas del país ilustra sobre las condiciones sanitarias que padece la población. El acceso a los servicios sanitarios es precario, tanto en las ciudades como en las zonas rurales. En alguna de las zonas más inaccesibles del país no existe.
Bajo este prisma, hay que notar que a pesar de la puesta en marcha del Gobierno de transición de la República Democrática del Congo en junio de 2003, más allá del discuro tranquilizador que trata de transmitir la comunidad internacional, la situación sanitaria y financiera de la República Democrática del Congo se agrava constantemente desde 1997. También mucha gente se pregunta acerca de las consecuencias sobre la población de los muchos fondos otorgados desde 1997 a la República Democrática del Congo por parte de la Comunidad Internacional en general y de la Unión Europea en particular. También hay serias dudas acerca del enorme crecimiento sin precedentes de las cifras de producción nacional de oro, diamantes, cobre y otros productos mineros en Ruanda.
Las organizaciones no gubernamentales Human Rights Watch y Amnistía Internacional entre otras han denunciado de modo regular en estos últimos años el recurso sistemático a la violación como arma de destrucción de la célula familiar, base de la sociedad congoleña. 
Según Amnistía Internacional, "el conflicto de la República Democrática del Congo se ha visto marcado de forma especial por el uso sistemático de la violación como arma de guerra. Si bien la historia de la humanidad demuestra de modo trágico que la violación siempre está cerca de todos los conflictos, en la República Democrática del Congo ha sido utilizada de modo manifiesto por parte de grupos armados como una de las principales armas contra sus adversarios y la población civil. Al este de la República Democrática del Congo, miembros de grupos armados violaron a decenas de miles de mujeres entre las que hay que contar niñas y ancianas, y a un cierto número de hombres y niños, para aterrorizar, humillar y someter a la población civil.
En la República Democrática del Congo, la violación masiva contribuyó a extender de modo deliberado el VIH, lo que probablemente tenga consecuencias catastróficas en el porvenir sanitario del país. El Programa Nacional de lucha contre el sida en la República Democrática del Congo calcula que la tasa de infección ha llegado al 20% en las provincias del este, y que el virus podría amenazar a más de la mitad de la población en la próxima década. Algunos expertos opinan que la tasa de prevalencia real del VIH en el este del país podría ser mucho más alta. En un país situado en el corazón de un continente diezmado por el sida, este fenómeno tendrá graves consecuencias en la capacidad de la República Democrática del Congo para reponerse de las consecuencias de su reciente historia, marcada por la guerra.
Las mujeres constituyen el colectivo más afectado por el sida; según la ONUSIDA, las mujeres jóvenes tienen el triple de posibilidades de vivir con el VIH/SIDA que los hombres jóvenes. En los lugares en los que el sida es consecuencia de la violación, el efecto sobre las mujeres es catastrófico, ya que a menudo son abandonadas por sus propias familias y comunidades, se ven obligadas a dejar sus domicilios y reducidas a la pobreza. Las víctimas de violaciones padecen con frecuencia otras enfermedades. La infraestructura sanitaria de la República Democrática del Congo se ha desmoronado por completo. Los combatientes han tomado de modo deliberado como objetivos los centros médicos y los hospitales, atacando, saqueando y destruyendo muchos, obligando a huir a heridos y enfermos. Las estructuras médicas que han permanecido, superpobladas, carecen de higiene y de recursos elementales como agua, electricidad o material esterilizador."

### Atentado grave a la integridad del grupo
Desde la Primera Guerra del Congo de 1996, niños soldados congoleños, más conocidos como kadogo, constituían ya la mayor parte de los efectivos de la AFDL, apoyada y equipada por la Ruanda del General Paul Kagame. Según Amnistía Internacional: "Decenas de miles de niños y niñas, a veces con menos de diez años, luchan en las milicias y fuerzas armadas de la República Democrática del Congo. Desde el momento en que se les recluta, estos niños son víctimas de una larga serie de atentados contra sus derechos fundamentales, en particular actos de tortura, violaciones y asesinatos. 
Muchos de esos niños fueron reclutados a la fuerza, raptados bajo amenaza de armas de fuego mientras jugaban en sus pueblos o incluso en sus casas y en las escuelas, mientras sus padres o profesores asistían impotentes a la escena. Otros se enrolaron de modo voluntario, buscando una dudosa protección o un modo de sobrevivir entre los escombros de un país aniquilado tras años de guerra casi ininterrumpida. Muchos declararon haberse enrolado tras la muerte o desplazamiento de sus familias.
Una vez reclutados, los niños son enviados en general a campos de entrenamiento, en los que se les prepara para el combate y se les adoctrina. En esos campos, se curten bajo condiciones extremas y son víctimas de todo tipo de violencia, palizas regulares, asesinato, violación y otras formas de violencia sexual. Cientos de niños habrían muerto durante estos entrenamientos.
Al término de ese período de entrenamiento muchos son enviados a combatir en el frente donde son utilizados por sus comandantes como mera carne de cañón, llevados a primera fila para aligerar al enemigo de munición. Las chicas son violadas o explotadas sexualmente por los comandantes y otros soldados adultos de modo habitual. Además, los niños soldados son obligados a perpetrar graves atentados contra los derechos humanos, en especial violaciones y asesinatos contra soldados enemigos y civiles. Algunos se vieron obligados a matar a miembros de su familia.
Para los que sobreviven a esta existencia en el seno de las fuerzas armadas, el sentimiento de pérdida y el trauma generado por los actos de los que son testigos o que ellos mismos han cometido tienen efectos gravísimos y perdurables sobre su salud física y mental. Brutalizados y profundamente traumatizados por lo que se ven obligados a soportar, muchos se ven perseguidos por el recuerdo de la violencia a la que han asistido o que han cometido por coacción. En el caso de las niñas soldado, además de la brutalidad y el trauma causado por la violación, esta agresión sexual conlleva a menudo graves lesiones físicas, embarazos no deseados así como el contagio del VIH y otras enfermedades de transmisión sexual.

## Effacer le tableau
Effacer le tableau ("borrar el tablero") es el nombre operativo dado al exterminio sistemático de los pigmeos de Bambuti por las fuerzas rebeldes en la República Democrática del Congo (RDC). El exterminio fue llevado a cabo por soldados del Movimiento para la Liberación del Congo (MLC), quienes se dieron a conocer a los lugareños como les effaceurs ("los borradores") y a las tropas del Rally para la Democracia Congoleña (RCD-N). El objetivo principal de Effacer le tableau fue la conquista territorial de la provincia de Kivu del Norte de la República Democrática del Congo y la depuración étnica de los pigmeos de la región oriental del Congo, cuya población era de 90.000 para el 2004. Los Bambuti fueron atacados específicamente porque los rebeldes los consideraban "infrahumanos", y los rebeldes creían que la carne de los Bambuti tenía "poderes mágicos". También hubo informes de canibalismo generalizado. Se estima que 60,000 a 70,000 pigmeos fueron asesinados en la campaña. En marzo de 2016, la Corte Penal Internacional declaró a Jean-Pierre Bemba culpable de violaciones de derechos humanos en la República Centroafricana. Bemba fue vicepresidente de la República Democrática del Congo y líder del MLC durante la campaña de exterminio de un año, pero fue absuelto por completo por el tribunal de apelación de la CPI en junio de 2018.

### Congo-Zaire
- Primera Guerra del Congo
- Segunda Guerra del Congo
- Gobierno de transición de la República Democrática del Congo
- Historia de la República Democrática del Congo

### Región de los Grandes Lagos
- Genocidio de Ruanda
- Banyamulenge

### Enlaces generales
- (en francés)(en inglés)Lista exhaustiva de enlaces relacionados con el genocidio congoleño Archivado el 22 de enero de 2008 en Wayback Machine.
- (en francés) Saqueo El saqueo de los recursos naturales de la República Democrática del Congo

### 1999 - 2001
- (en francés) La RDC despedazada por sus vecinos, octubre de 1999
- (en inglés) Guerra y paz en la RDC, enero de 2000
- (en inglés) War in the Congo at Foreign Policy in Focus, abril de 2000
- (en inglés) BBC: timeline of war, 17 de enero de 2001
- (en inglés) Human Rights in the DR Congo: 1997 to the Present Day Archivado el 10 de septiembre de 2008 en Wayback Machine. (PDF), octubre de 2001
- (en francés) RDC: Ruanda responsable de graves abusos, 1 de febrero de 2001

### 2002 - 2003
- (en francés) RDC: numerosos muertos tras nuevos enfrentamientos étnicos en los territorios ocupados por Uganda, 13 de febrero de 2002
- (en francés) RDC: las Naciones Unidas deben prevenir "una limpieza étnica" en Ituri, 31 de octubre de 2002
- (en francés) RDC: Ituri, el más sangrante rincón del Congo, 8 de julio de 2003
- Ituri, el más sangrante rincón del Congo Congo: la guerra es internacional, no local, julio de 2003
- (en francés) RDC: Ituri "Cubierto de sangre" Violencia centrada en ciertas etnias en el Noreste de la RDC, julio de 2003
- (en francés) Las peripecias de un genocidio (PDF), Viaje al este del Congo, septiembre de 2003

### 2004
- (en francés) RDC: la primera encuesta de la CPI debe ser eficaz Hay que perseguir a los culpables más allá de las fronteras, 23 de junio de 2004.
- (en francés) RDC: crímenes de guerra en Bukavu, junio de 2004
- (en inglés) Mantener el rumbo en el Congo: el problema de Ituri, 26 de agosto de 2004
- (en francés) Las masacres son una estrategia planificada y no producto de la casualidad, septiembre de 2004
- Violencia sexual en la RDC, 26 de octubre de 2004

### 2005
- (en inglés) Sumary of UN report on violations of arms embargo, 25 de enero de 2005.
- (en francés) RDC: decenas de miles de violaciones, pocos procesos judiciales, 7 de marzo de 2005
- (en francés) República Democrática del Congo: La plaga del oro, junio de 2005
- (en francés) República Democrática del Congo: Armar a civiles añade aceite al fuego, 13 de julio de 2005
- Más de tres millones de muertos, Tráfico de armas y saqueos en RDC, 2005

### 2006
- (en francés)RDC: Detengan Nkunda por crímenes de guerra, 1 de febrero de 2006
- (en francés) Un tribunal penal internacional para el antiguo Zaire Archivado el 30 de septiembre de 2007 en Wayback Machine., 30 de marzo de 2006
- (en francés) Condena a soldados responsables de crímenes contra la humanidad, 26 de abril de 2006

### 2013
- (en español) Se está produciendo un genocidio de mujeres en la República del Congo, 24 de mayo de 2013

- Datos: Q84035784